# 푸위안사우루스
푸위안사우루스(학명:Fuyuansaurus acutirostris)는 어룡목 타니스트로피아과에 속하는 어룡이다. 지금은 멸종된 종으로서 전체적인 몸길이가 4~6m인 거대한 어룡에 속한다.

## 특징
푸위안사우루스는 두개골은 찌그러지고 불완전한 상태로서 코끝이 갈라지고 두개골의 중간 부분이 과부하 등뼈와 엉덩이 부분에 가려져 있었다. 그럼에도 불구하고 보존된 주둥이의 위쪽 가장자리와 두개골의 아래쪽 가장자리 사이의 낮은 각도는 주둥이가 친척보다 더 길고 가늘었음을 나타낸다. 맥시야는 세로 홈으로 덮여 있었고 뼈가 겹쳐서 그 부위에 대한 구체적인 결론을 내리기는 어렵지만 옆구리에 우울증이 있었을 가능성이 있다. 눈 뒤의 두개골 부분은 다소 짧았고 두정골은 중간선을 따라 능선을 이루었다. 아래턱은 주둥이와 같이 길고 가늘었으며 턱관절은 크고 둥근 역추적 과정(뒷가지)을 가지고 있었다.보존된 치아는 모두 작고 바늘처럼 생겼다. 경추(목) 척추뼈는 일반적으로 다른 "프로토룡"의 척추뼈와 같이 낮고 매우 길었다. 모두 열세 개의 자궁경부가 있을 것으로 보이며 목의 중간(특히, 일곱 번째 자궁경부)에서 가장 길었다. 마지막 몇 개의 자궁경부는 다른 곳보다 짧고 키가 컸으며 그 부위에 자궁경부나 등뼈 갈비뼈가 보존되지 않았음에도 불구하고 처음 몇 개의 등뼈(등뼈) 척추뼈였을 가능성이 있다. 경추 갈비는 다른 자궁경부에 존재했고 그것들은 일반적으로 다른 "프로토룡"에서와 같이 매우 길었다. 등뼈 척추뼈는 경추와 수는 비슷하지만 키가 더 작고 신경 가시가 더 컸다. 어깨 거들 바로 뒤의 등뼈에는 버팀목 모양의 횡방향 공정(늑골과 연결되는 돌출부)이 확장되어 있었다. 어깨 부위는 태니스트로피이드와 비슷한 부채꼴의 견갑골(어깨날개)은 물론 코라코이드와 상어의 파편도 보존할 정도로 매우 불완전했다. 엉덩이 부분은 다소 잘 보존되어 있었고 푸유안사우르스에서는 더욱 독특했다. 엉덩이의 세 뼈(일리움, 푸비, 이스키움)는 골격의 짧은 틈새에 의해 서로 분리되었지만 장골은 인생에서 다른 뼈와 연결되었을 가능성이 있다. 유별나게 길고 곧은 틈새로 주둥이와 이끼움이 분리되었다. 이것은 일반적인 타니스트로피이드들이 서로 향해 있는 인대와 대퇴근을 가지고 있는 것과 대조적으로 종종 갑상선 페네스트라라고 불리는 구멍을 둘러싸기 위해 하단에서 서로 접촉한다. 정사각형 모양의 대퇴골두 일부도 보존되어 있다. 분류힉적으로 보면 푸위안사우루스는 중국 남부의 미들 트라이아스기(라디니아기) 팔랑형성으로부터 알려진 '프로토로사우루스' 파충류(타니스트로피아의 일부일 가능성이 있다.)의 멸종된 속이다. 푸위안사우르스는 니콜라스 C에 의해 처음 이름 지어졌다. 프레이저, 올리비에 리펠, 리춘은 2013년이며 종류는 푸위안사우루스 아큐티로스트리스다. 이 속이 하나의 부분적인 골격인 IVPP V17983에서 알려져 있다. 이러한 골격 구조가 두개골의 일부, 목의 대부분의 몸통, 어깨, 엉덩이의가 포함되어 있다. 푸위안사우루스는 다른"프로토로사우루스"에서 유래된 것과 호리호리한 길다란 주둥이 구별될 수 있다. 타니스 트로페우스처럼 하지만 여우는 그의 엉덩이 뼈의 구조에서 대부분의 타니스트로피아과에서 다른 길다란 목을 가지고 있었다. 그럼에도 불구하고 에주라과 버틀러는 타니스트로피아과로 2018년에 분류했다. 먹이로는 당대에 서식했던 물고기, 갑각류, 두족류를 잡아먹고 살았을 육식성의 포식자로 추정되는 종이다.

## 생존시기와 서식지와 화석의 발견
푸위안사우루스가 생존했던 시기는 중생대의 트라이아스기 후기로서 지금으로부터 2억년전~1억 8000만년전에 생존했던 종이다. 생존했던 시기에는 중국과 동남아시아를 중심으로 하는 인도양과 서부 태평양에서 주로 서식했던 어룡이다. 화석의 발견은 2013년에 중국의 트라이아스기에 형성된 지층에서 중국의 고생물학자들에 의하여 처음으로 화석이 발견되어 새롭게 명명된 종이다.

## 같이 보기
- 파충류
- 중생대
- 트라이아스기
- 어룡
- 화석